# Première bataille de Sabine Pass
Guerre de Sécesssion
Batailles
Opérations du blocus de la côte du Texas
- 1re Sabine Pass
- Corpus Christi
- Galveston Harbor
- Galveston
- Phare de Galveston (en)
- 2e Sabine Pass

La première bataille de Sabine Pass ou le bombardement de Fort Sabine, les 24 et 25 septembre 1862, fut le premier bombardement de la guerre de Sécession par la marine américaine d'un fort confédéré en dessous de Sabine City (aujourd'hui Sabine Pass, Texas). Apogée dans une série d'escarmouches navales et terrestres autour de l'embouchure de la rivière Sabine, au Texas, et précédée de quatre semaines de la première entrée armée de l'Union Navy dans la baie de Galveston appelée la bataille de Galveston Harbour. Outre le renforcement du blocus naval de l'Union du littoral du Texas, le bombardement et la capture de Sabine Pass devaient dissuader les forces terrestres confédérées de se déplacer vers le sud-ouest sur la côte du Texas pour renforcer la défense de Galveston. Et, c'était pour ouvrir la voie à l'invasion de l'Union par le Texas, qui a été tentée près d'un an plus tard par une force combinée des forces navales et de l'armée de l'Union lors de la seconde bataille de Sabine Pass.

## Contexte
Sabine Pass est le nom de la voie navigable servant de débouché au lac Sabine formé par le confluent des rivières Neches et Sabine. Le port de Sabine City était relié à la ligne ferroviaire reliant la frontière orientale du Texas à Houston et Galveston. Bien que la profondeur d'eau soit peu importante entre le port et le débouché sur le Golfe du Mexique, cette voie d'eau servait au commerce côtier et, de plus en plus, aux forceurs de blocus sudistes.
En septembre 1862, le commandant de l'escadre nordiste assurant le blocus (« West Gulf Blockading Squadron »), le contre-amiral David Farragut, ordonna au capitaine Frederick Crocker, à bord du vapeur USS Kensington, à capturer le port sudiste. Pour l'assister, Farragut mit au commandement de la goélette USS Rachel Seaman le maître à titre temporaire Quincy Hooper.
Le 23 septembre, les navires sont arrivés devant l'embouchure de la rivière Sabine. Ils sont rejoints par la goélette à mortiers USS Henry Janes, sous les ordres du maître à titre temporaire Lewis Pennington. Les capitaines se sont concertés et ont choisi de mener l'attaque avec les goélettes, plutôt qu'avec le vapeur dont le tirant d'eau risquait d'être trop important pour la profondeur d'eau offert par la rivière. Tard dans l'après-midi, le USS Rachel Seaman a réussi à passer mais USS Henry Janes, au tirant d'eau légèrement supérieur, est resté échoué, la marée descendante ne lui permettant pas de se dégager.

## Bataille
Au matin du 24 septembre a révélé que, USS Henry Janes, le navire de Pennington était toujours échoué à la vue du fort. Le navire a ouvert le feu contre le fort, bientôt imité par USS Rachel Seaman. Les artilleurs confédérés ont répondu ; l'échange de tirs restant sans résultats. Après 17 heures, le Henry Janes réussit à se dégager et remonte la rivière. Les deux goélettes ont manœuvré pour se placer à moins de 1,5 milles (2,41 km) du fort et ont commencé à tirer à 17h30.
Le fort confédéré, dont la garnison se composait de vingt-huit artilleurs et 30 cavaliers, n'a pas pu riposter efficacement, car ses canons n'avaient pas une portée suffisante. Sous le bombardement nordiste, la garnison s'est mise à l'abri. A la tombée de la nuit, le bombardement du fort a pris fin. Après avoir inspecté les dégâts, le commandant confédéré, le major Josephus S. Irvine, a donné ordre d'enclouer les canons et de les enterrer. La garnison a evacué le fort à la faveur de la nuit. Devant l'absence de répliques du fort à ses tirs, Crocker a voulu débarquer une troupe pour prendre d'assaut le fort, mais n'a pu trouver un endroit adéquat pour le débarquement.
Au matin du jeudi 25 septembre, Crocker a fait tirer trois coups de canon sur le fort. Devant l'absence de réponse, il a débarqué pour trouver le fort abandonné. Il s'est dirigé vers Sabine City, en amont du fort, où il a été accueilli par une délégation annonçant la reddition de la ville. Ce fut la première grande ville du Texas prise par l'Union. Aucune des deux parties au combat n'a déclaré avoir subi de pertes.
Dans la ville, Cocker fit incendier plusieurs forceurs de blocus, la scierie locale et un pont sur lequel passait la voie de chemin de fer reliant la ville à Beaumont.

## Résultats
Le 27 septembre 1862, trois bateaux avec trente-trois hommes ont remonté la rivière Sabine à 12 milles (19,31 km) en amont, près de l'embouchure du Taylor Bayou, et ont tenté de détruire un pont de chemin de fer, mais après leur départ, le pont a été sauvé. Entre le 27 et la fin du mois, Crocker et le Kensington ont capturé le Schooner Velocity et Hooper et le Rachael Seaman a capturé le schooner Dart. Le 3 octobre 1862, Crocker a capturé le forceur de blocus Dan dans la passe de Calcasieu et l'a utilisé pour remonter la rivière Sabine pour détruire à nouveau le pont ferroviaire.
L'Amiral Farragut a promu Crocker au grade de lieutenant des volontaires, à titre temporaire, « pour conduite exemplaire » dans les opérations des passes de Sabine et de Calcasieu.
Lorsque les rapports de renseignement ont indiqué qu'une force confédérée importante se préparait à contre-attaquer, les nordistes, qui ne disposaient pas de forces pour assurer l'occupation de la ville et de Fort Sabine, évacuent la zone, redonnant ainsi Sabine Pass, le lac et la rivière aux confédérés.